# Saint-Pierre-Quiberon

Saint-Pierre-Quiberon este o comună în departamentul Morbihan, Franța. În 1 ianuarie 2022 avea o populație de 2.327 de locuitori.